# Brug 480
Brug 480 is een bouwkundig kunstwerk in Amsterdam-Oost.
De brug is gelegen in de Gooiseweg en stamt uit 1956/1957. Die Gooiseweg werd gebouwd als snelweg tussen Amsterdam en Het Gooi. Ze werd aangelegd op een verhoogd dijklichaam en kruist andere straten middels viaducten. Voor het waterbeheerssysteem in Amsterdam was er echter een verbinding noodzakelijk tussen de ene zijde van de weg (De Wetbuurt) en de andere (Tuindorp Frankendael met het Darwinplantsoen). Deze beide wijken liggen in voormalige polders, dus de hoogte waarop de Gooiseweg ligt is hier opvallend. Tussen duiker en wegdek ligt een behoorlijke laag grond, zodat niemand rijdend op de Gooiseweg een vermoeden heeft dat hier een duiker ligt. Voor het watersysteem werd een betonnen duiker geplaatst met een breedte van 3 meter en een lengte van 68,30 meter. Beide uiteinden hebben de vorm van een inham. De zichtbaarheid op de duiker is eigenlijk alleen vanaf het water goed, maar scheepvaart is hier nauwelijks mogelijk; beide aan- en afvoeren zijn of ondiepe afwateringstochten van het dijklichaam of ondiepe ringsloten om de genoemde wijken. Bovendien is het talud van de Gooiseweg hier voorzien van dichte begroeiing die geluidsoverlast moet tegengaan als ook een belemmering vormt voor illegale voetgangers die zo de Gooiseweg willen oversteken.
Het ontwerp van de duiker is afkomstig van Dirk Sterenberg van de Dienst der Publieke Werken, die in Amsterdam talloze zichtbare bruggen heeft ontworpen, daar waar deze bijna geheel aan het zicht onttrokken is.
Ongeveer tegelijkertijd werden de bruggen brug 168, brug 443, brug 478 en brug 479 gebouwd binnen hetzelfde watersysteem.

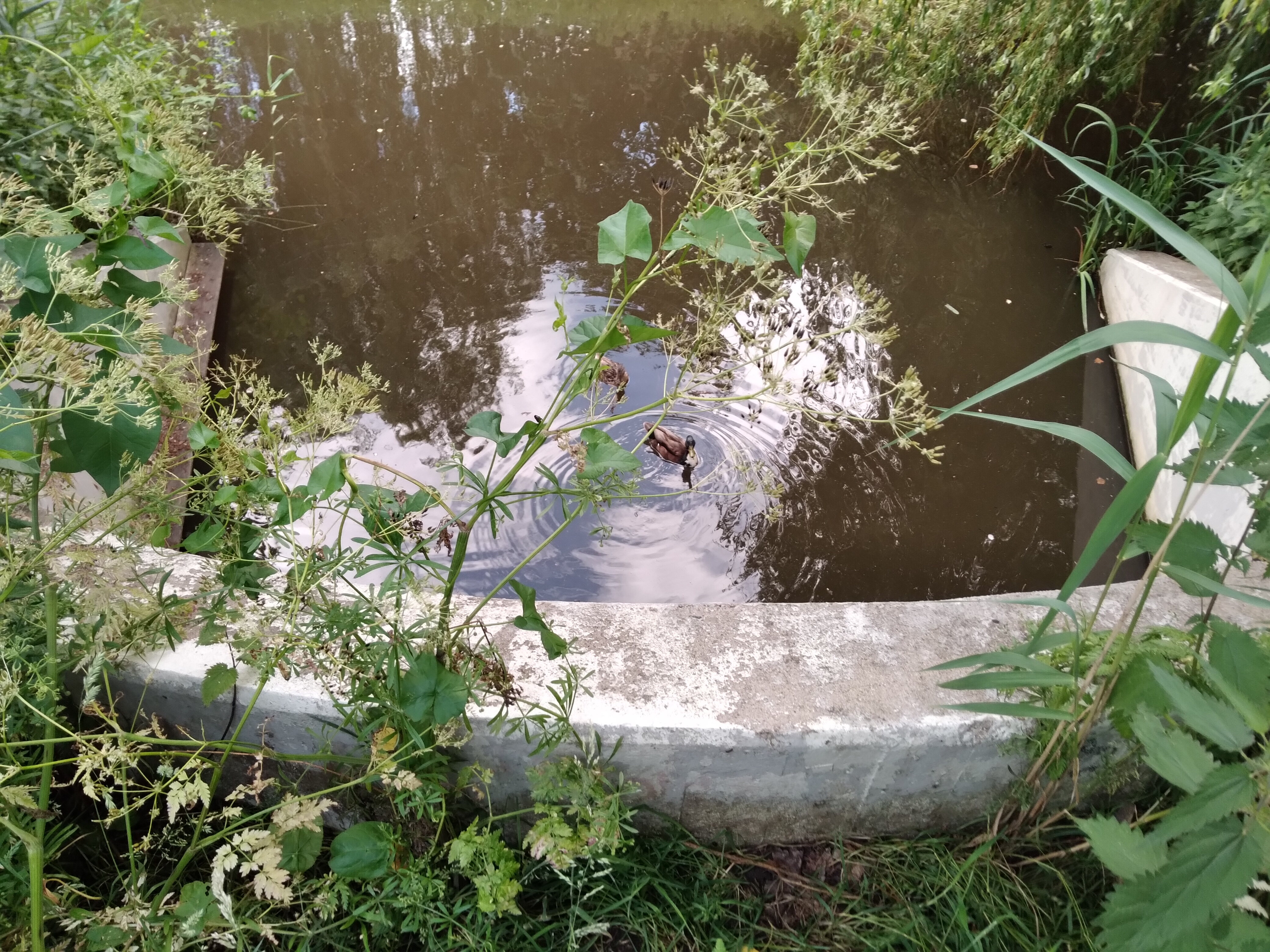
Inlaat brug 480 van boven af zijde Fahrenheitsingel (juni 2021)

<<< · 400 · 401 · 402 · 403 · 404 · 405 · 406 · 407 · 408 · 409 · 410 · 411 · 413 · 414 · 415 · 416 · 417 · 418 · 419 · 420 · 421 · 422 · 423 · 424 · 425 · 427 · 429 · 430 · 431 · 432 · 433 · 434 · 435 · 436 · 437 · 438 · 439 · 440 · 441 · 442 · 443 · 444 · 445 · 446 · 447 · 448 · 449 · 450 · 451 · 452 · 453 · 454 · 455 · 456 · 457 · 458 · 459 · 460 · 461 · 462 · 463 · 464 · 465 · 466 · 469 · 470 · 471 · 472 · 473 · 474 · 475 · 476 · 478 · 479 · 480 · 482 · 483 · 485 · 486 · 487 · 488 · 489 · 490 · 491 · 492 · 493 · 494 · 495 · 496 · 497 · 499 · >>>
Brugnummers 412, 426, 428, 467, 468, 477, 481, 484 en 498 zijn niet (meer) vergeven.